# Parlement du Gabon
Le Parlement du Gabon est l'organe législatif bicaméral de la république gabonaise. Ses deux chambres sont  : 
- le Sénat qui forme la chambre haute ;
- l'Assemblée nationale forme la chambre basse.